# Fairey Spearfish
O Fairey Spearfish foi um bombardeiro britânico desenvolvido pela Fairey Aviation para ser integrado na Fleet Air Arm da Marinha Real Britânica durante a Segunda Guerra Mundial. Este bombardeiro prestaria serviço somente a partir de porta-aviões. Desenvolvido durante a guerra, o protótipo só voaria em Julho de 1945. Mais largo que os bombardeiros navais que o antecediam, pretendia-se que cumprisse serviço a bordo da classe Malta, uma classe de grandes porta-aviões que veio a ser cancelada no final da guerra, e consequentemente, a aeronave teve o mesmo destino. Sete protótipos foram encomendados, mas apenas cinco foram construídos, dos quais apenas quatro chegaram a efectuar voo. Foram utilizados em diversos testes e experiências até a última aeronave ter sido transformada em sucata em 1952.